# Малояз (река)
Малояз — малая река в России, протекает по Челябинской области и Башкортостане. Устье реки находится в 177 км по левому берегу реки Юрюзань. Длина реки составляет 11 км.
Протекает через посёлки Малояз и Татарский Малояз.

## Данные водного реестра
По данным государственного водного реестра России относится к Камскому бассейновому округу, водохозяйственный участок реки — Уфа от Нязепетровского гидроузла до Павловского гидроузла, без реки Ай, речной подбассейн реки — Белая. Речной бассейн реки — Кама.
Код объекта в государственном водном реестре — 10010201112111100023477.

## Топографические карты
- Лист карты N-40-33 Малояз. Масштаб: 1 : 100 000. Издание 1978 г.